# Aire de plein air d'Ojanko
L'aire de loisirs de plein air d'Ojanko (finnois : Ojangon ulkoilualue) est une aire de loisirs du quartier de Ojanko à  Vantaa en Finlande,.

## Présentation
La zone de loisirs de plein air d'Ojanko est située au sud-est d'Hakunila. 
La zone est couverte de sentiers sinueux de randonnée et d'équitation, ainsi que de pistes de ski en hiver,. 
Les cavaliers sont servis par le centre équestre Poni-Haka. Les forêts de la zone de loisirs de plein air d'Ojanko sont une extension naturelle du parc sportif d'Hakunila. 
La zone a accueilli plusieurs compétitions de ski et de course d'orientation. 
Des championnats de ski ont été organisés dans la zone, par exemple, en 1997, 2008 et 2014.
La zone est un terrain vallonné, parsemé d'espaces forestièrs et de terres agricoles. 

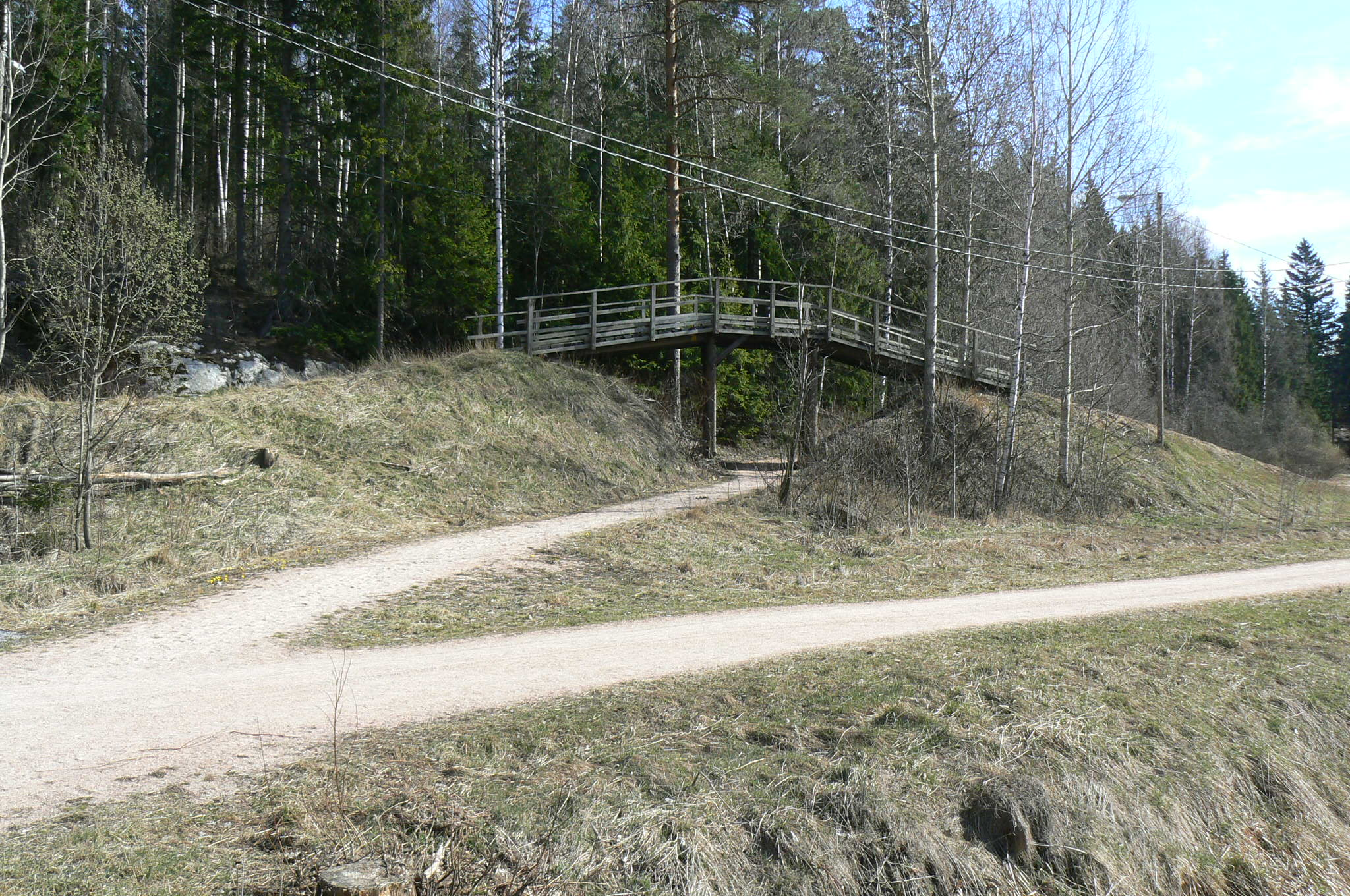
Sentiers de l'aire de loisirs de plein air d'Ojanko.